# 三腳架
三脚架（英語：tripod）是由三条杆材组成的支撑结构。利用三角形的稳定性，三脚架可以使架上的物品获得一个稳定的支撑，而不易翻倒。通常三脚架上也有方便设备进行俯仰、旋转的机关。通常用于架设重量不大的中小型设备。
常用到三脚架的设备有：
- 科學實驗，如用上本生燈的實驗
- 光学设备，如照相机、摄像机、经纬仪、雷射測距儀、測速器、小型望远镜，特别是小型的天文望远镜等。
- 武器，如通用機槍（作為固定機槍時）、重机枪、自动榴弹发射器、重型无后座力炮、重型反坦克导弹等。
- 畫板、廣告看板等

較為高級的攝影三腳架並不附設云台，需要另外購買。三腳架的云台螺絲分為1⁄4英寸（6.350）與3⁄8英寸（9.525）兩種。一般的數碼相機、數碼單鏡反光相機和攝影機機身底部的螺絲孔均為1/4英寸規格，部份專業型攝影機與中片幅以上的相機則採用3/8英寸規格的螺絲。

## 圖庫

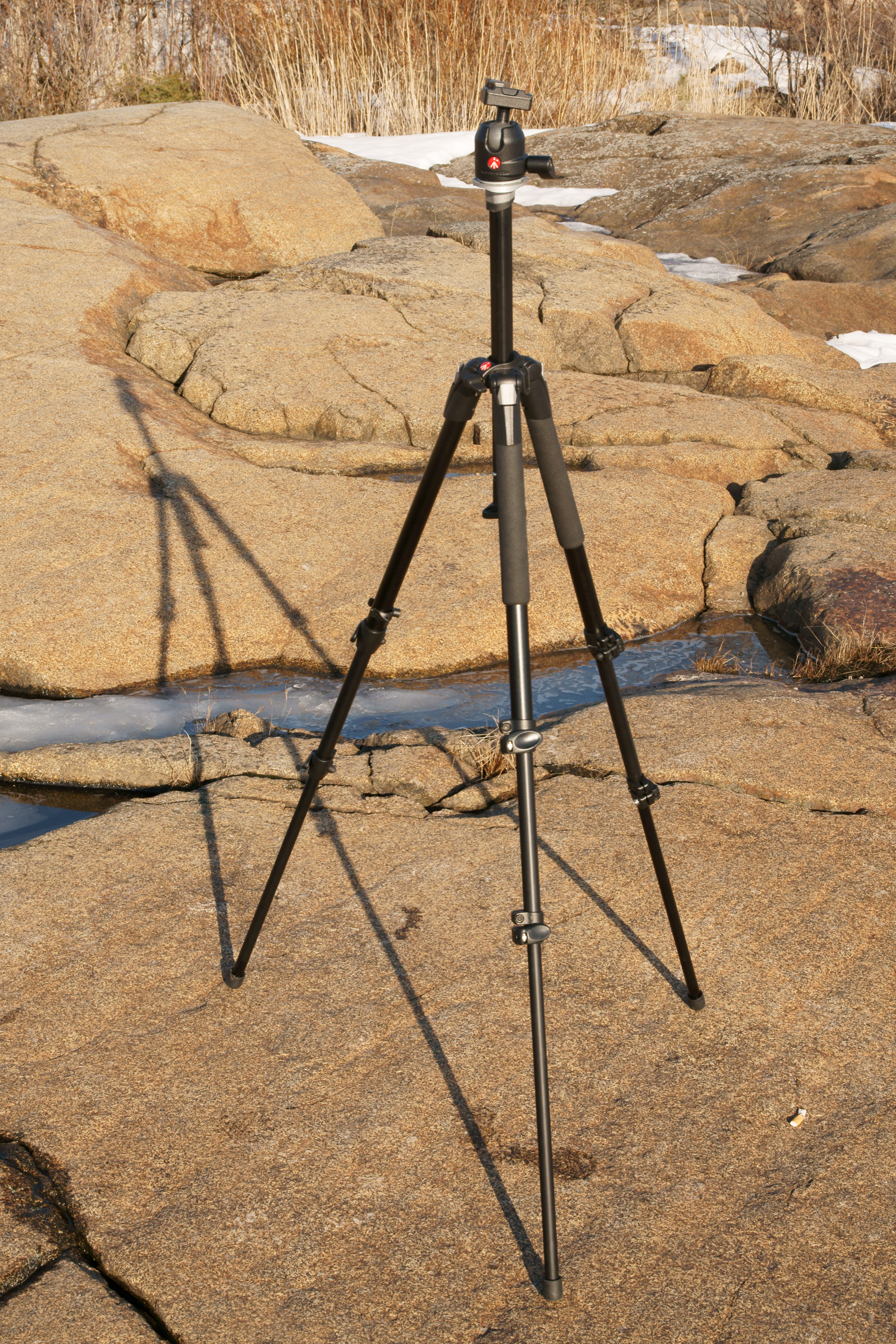
三腳架張開，中軸升高的情形
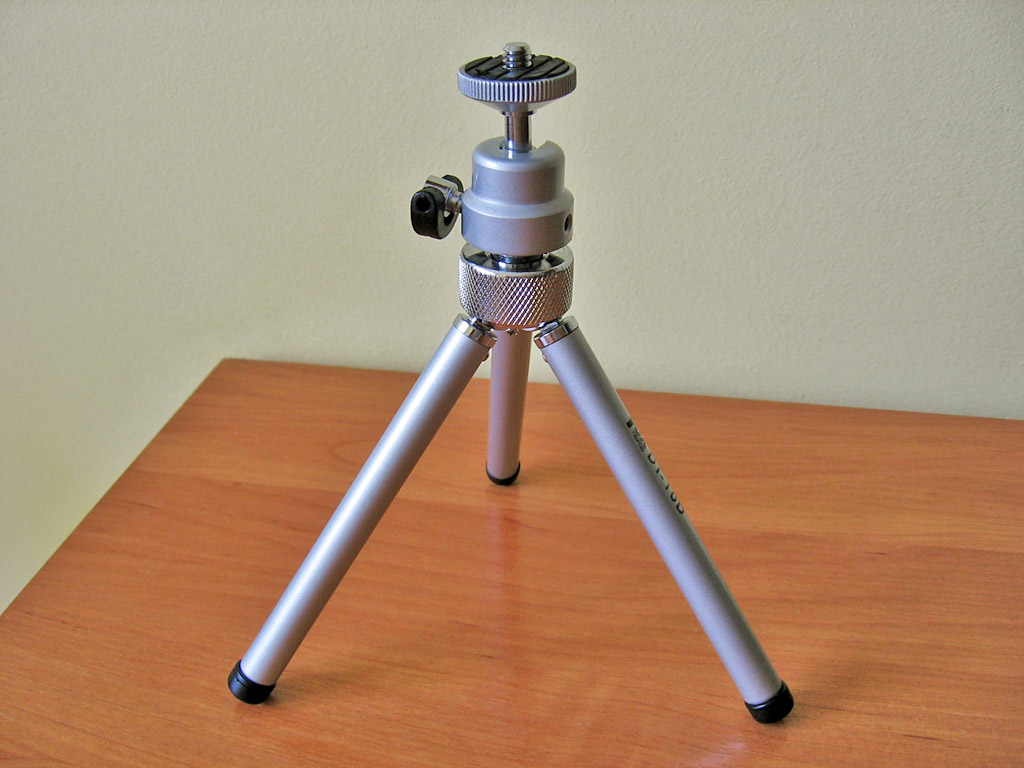
數碼相機專用的小型三腳架
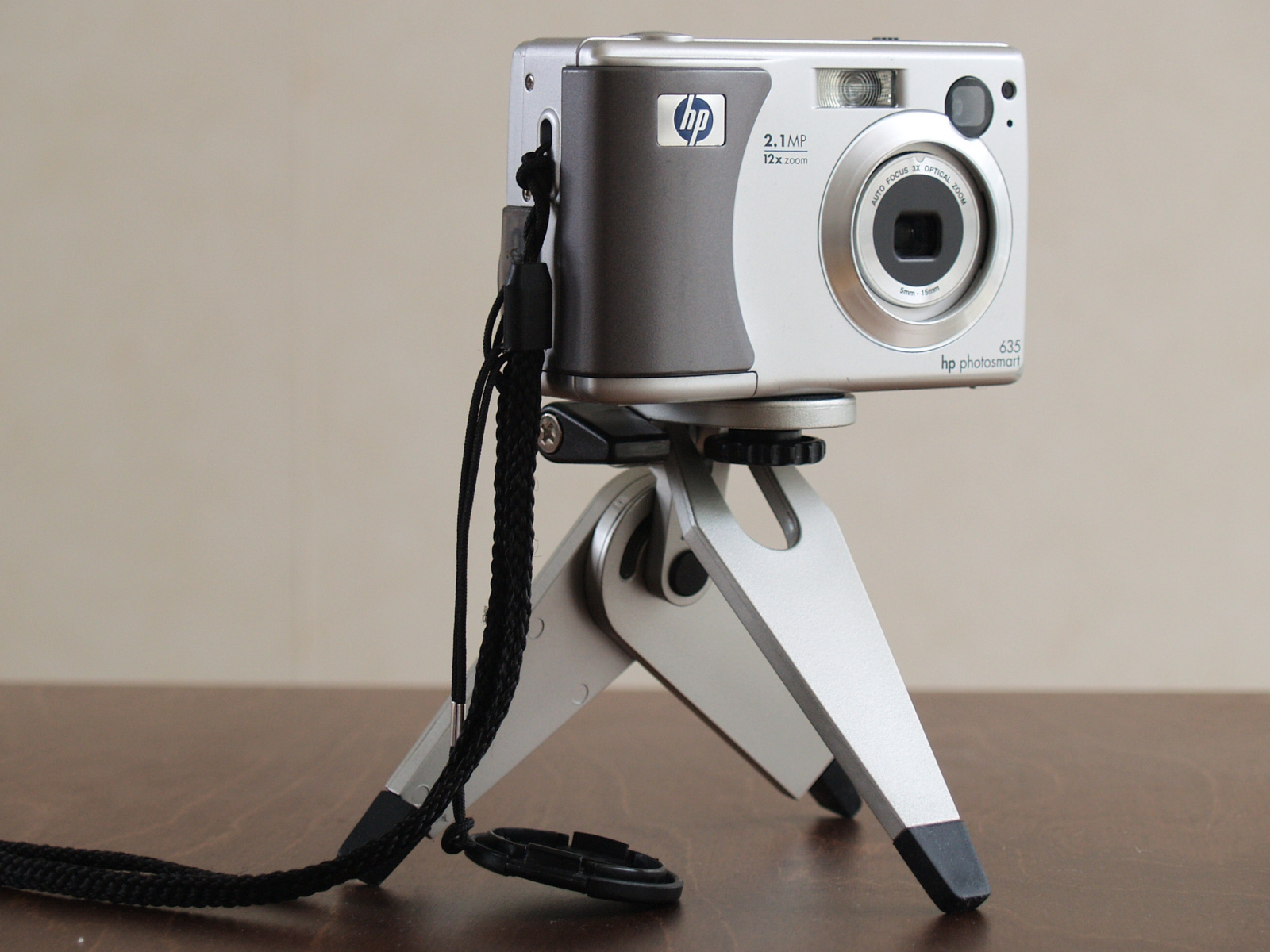
數碼相機架在迷你三腳架上
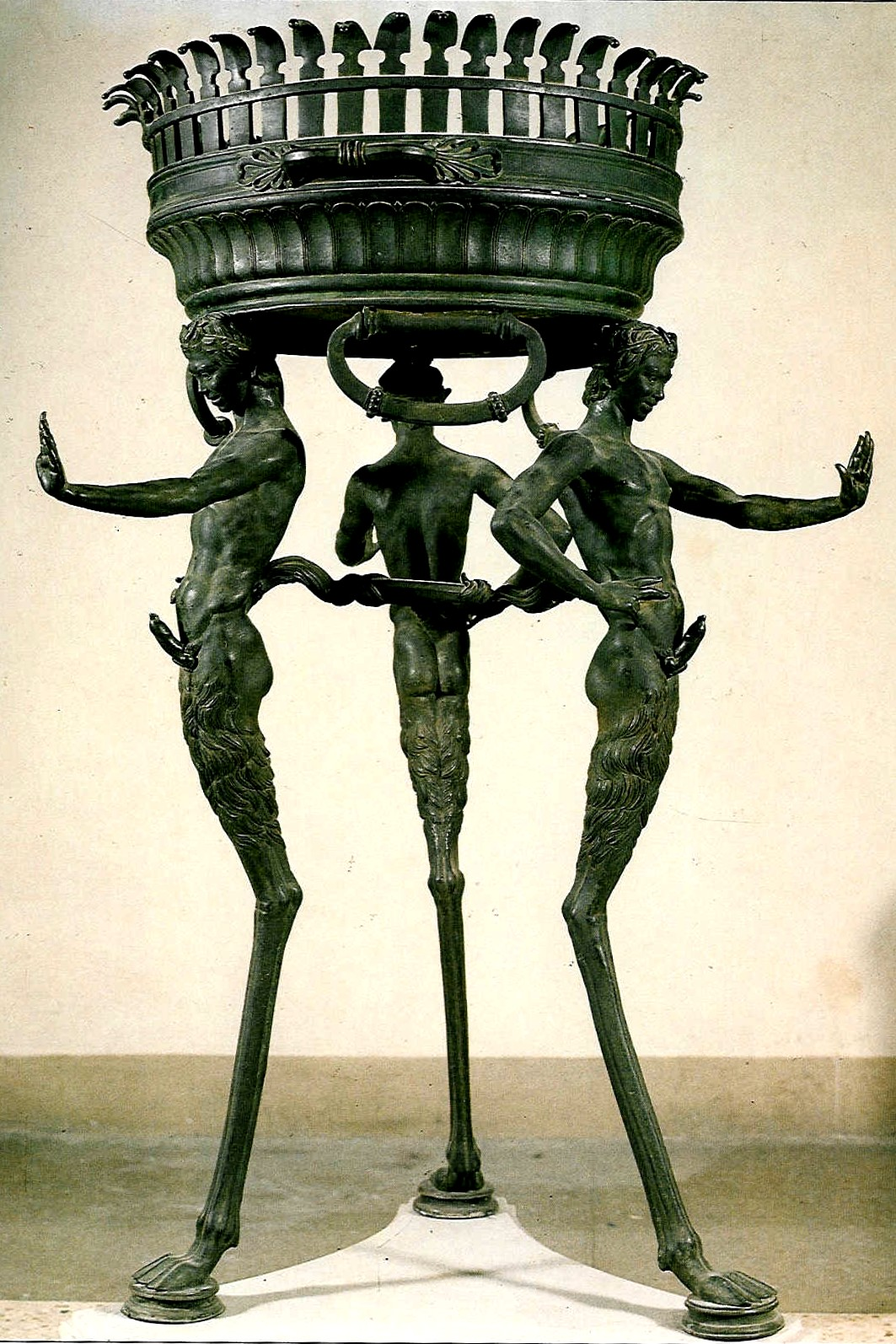
一件三腳架古董
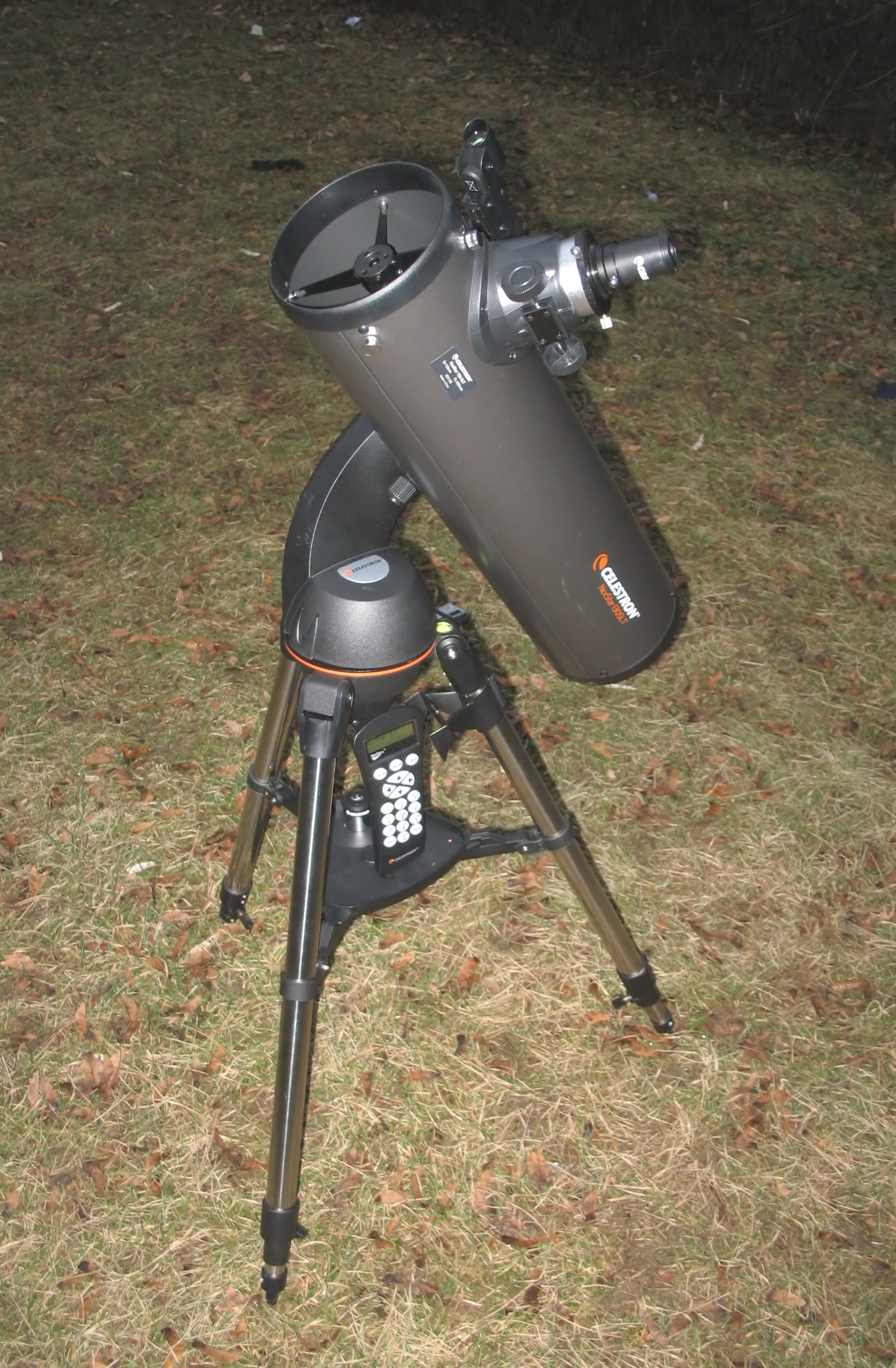
天文望遠鏡及三腳架
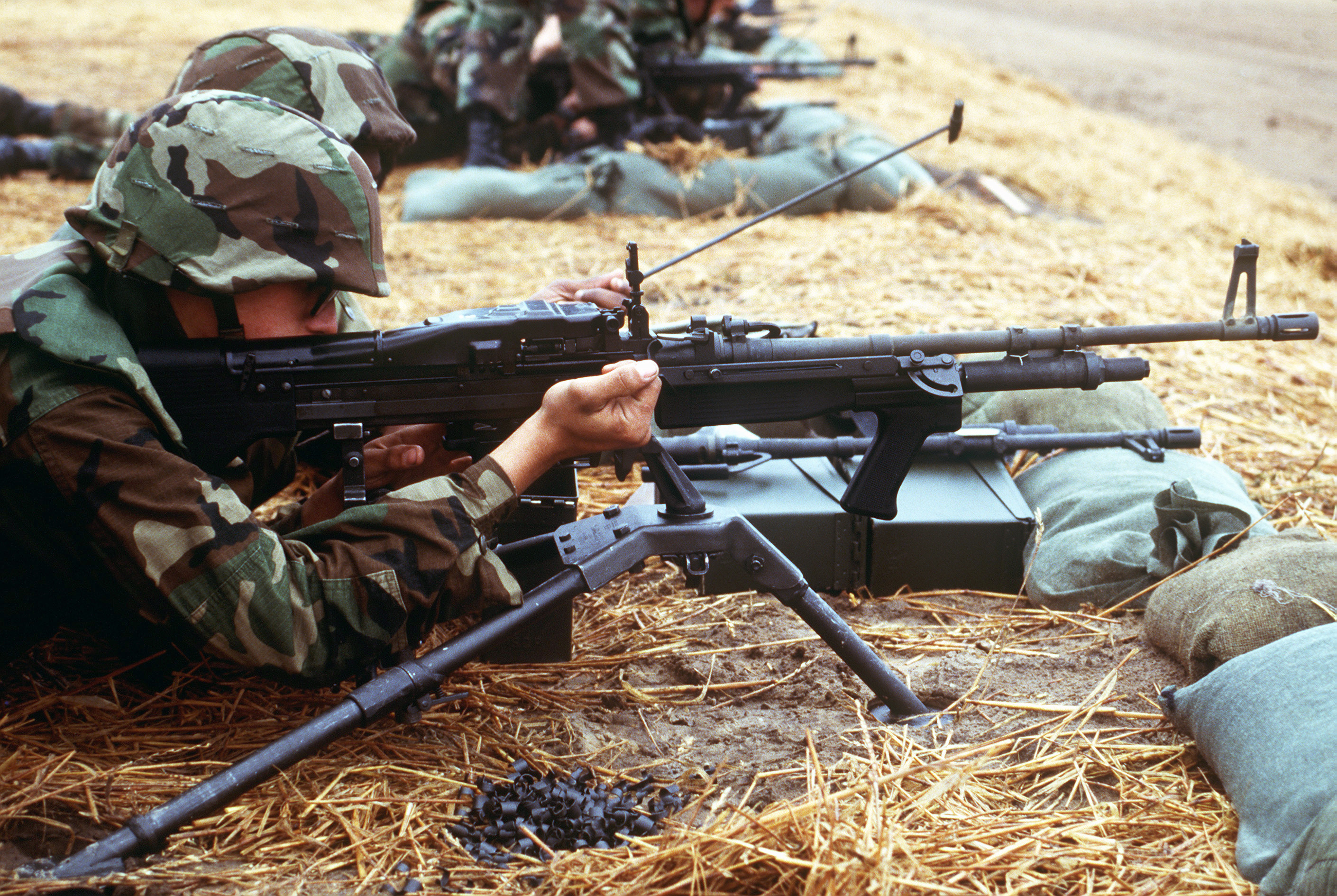
M60通用機槍及三腳架
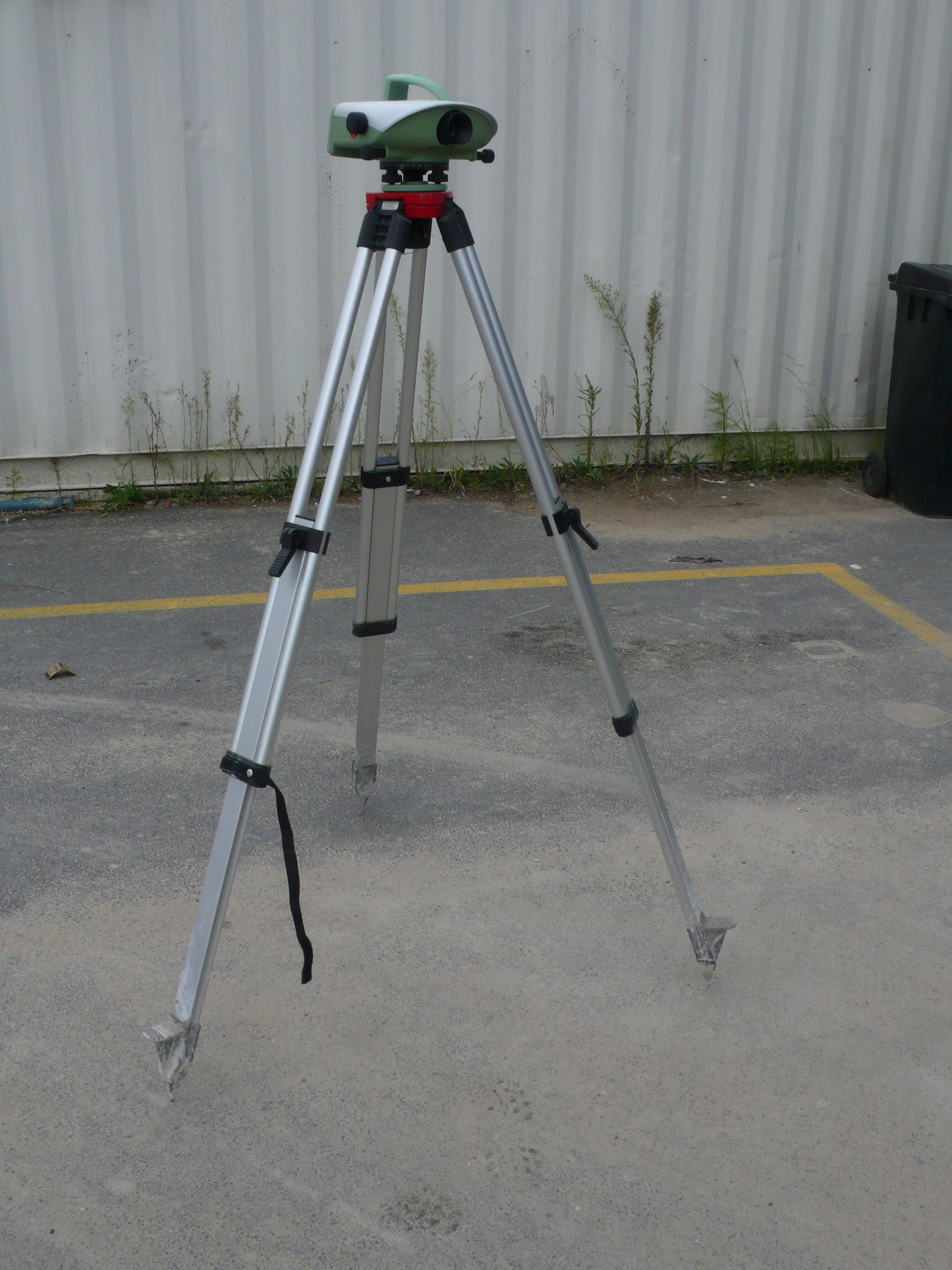
徠卡電子水準儀架在三腳架上
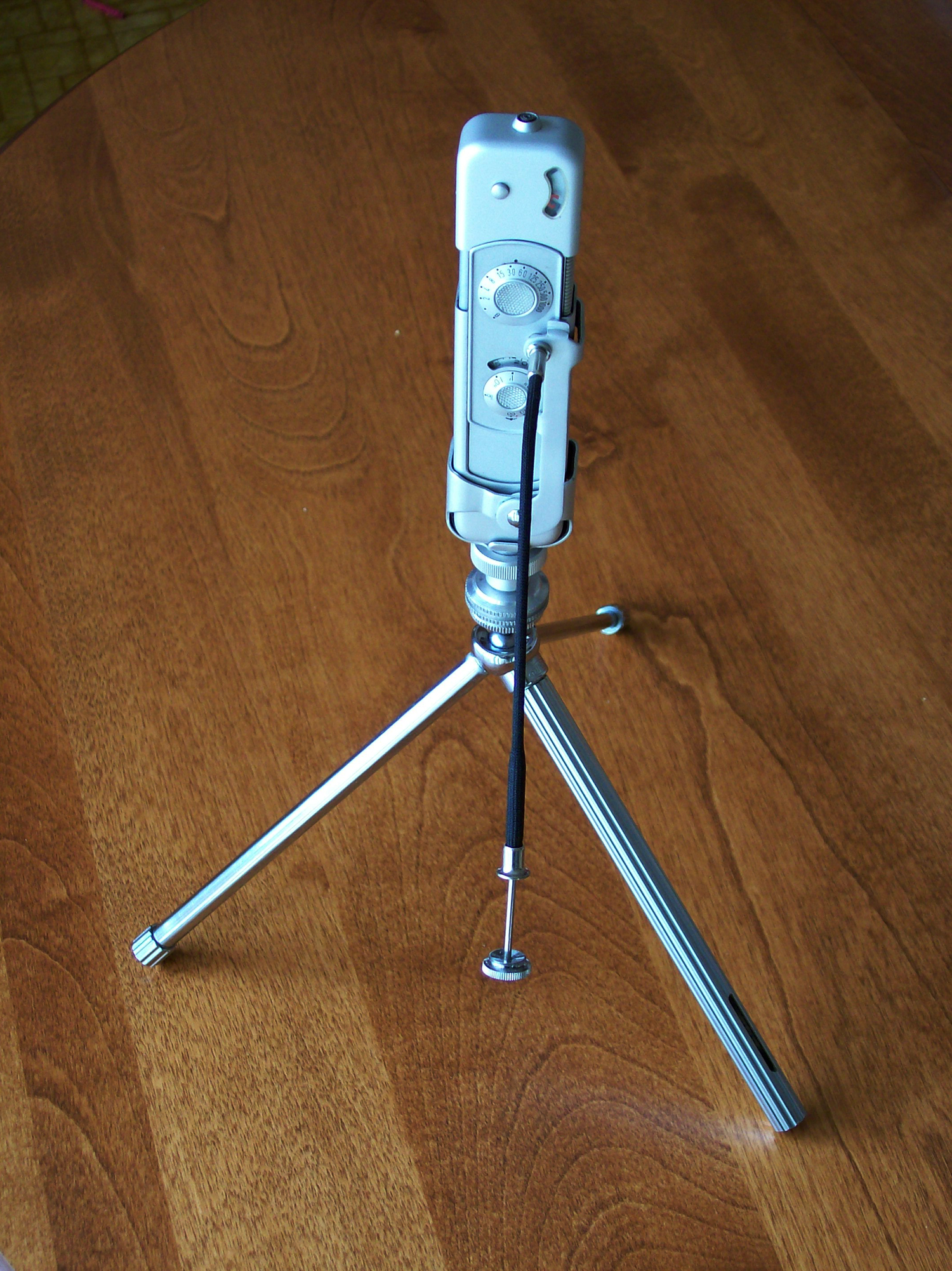
Minox 迷你三脚架